# Redento
Redento  è un nome proprio di persona italiano maschile. 

## Varianti
- Maschili: Redente[2], Redenzio[2][4]
  - Alterati: Redentino[4]
- Femminili: Redenta[1][2][4]
  - Alterati: Redentina[2][4]

### Varianti in altre lingue
- Latino: Redemptus[1][3]
  - Femminili: Redempta[1]

## Origine e diffusione
Deriva dal nome latino Redemptus e Redempta, basato sul verbo redimere, ossia "liberare", "salvare". Di significato molto trasparente ("redento", "salvato", "riscattato dal peccato originale"), si tratta di un nome tipicamente cristiano, riferito generalmente ai concetti della redenzione dell'umanità e di Cristo Redentore e solo secondariamente imposto in onore dei santi così chiamati. In alcuni casi può comunque avere radici politiche, con riferimento alla "redenzione" di Trento e Trieste e all'irredentismo.
Diffuso nel centro-nord Italia, il maschile ha maggiore frequenza in Lombardia e Veneto, mentre il femminile nel Lazio. Le forme Redentino e Redentina sono tipiche della Lombardia.

## Onomastico
L'onomastico può essere festeggiato, in memoria di più santi, alle date seguenti:
- 8 aprile, san Redento, vescovo di Ferentino[3][4][5]
- 23 luglio, santa Redenta, asceta a Roma[3][6]
- 29 novembre, beato Redento della Croce (al secolo Tommaso Rodríguez), carmelitano scalzo, martire ad Aceh con il beato Dionigi della Natività[7]

## Persone
- Redento da Trani, vescovo romano
- Redento della Croce, missionario portoghese